# 李辉 (作家)
李輝（1956年—），湖北隨縣人，中國記者及作家。復旦大學中文系畢業，曾任《北京晚报》记者和编辑，現任《人民日报》编辑。著作以散文和文學家傳記為主。

## 主要著作
- 《胡风集团冤案始末》
- 《沈从文与丁玲》
- 《萧乾传》
- 《人在漩涡--黄苗子与郁风》
- 《沧桑看云》
- 《在历史现场》
- 《和老人聊天》
- 《巴金论稿》
- 《百年巴金——一个知识分子的历史肖像》
- 《一纸苍凉——杜高档案》
- 《黄永玉——走在这个世界上》
- 《人。地。书》
- 《封面中国——美国〈时代〉周刊讲述的故事》